# Karl Koch (Radsportler)
Karl Koch (* 30. Juni 1910 in Alsfeld; † 28. Juni 1944) war ein  deutscher Radsportler.
1928 wurde Karl Koch deutscher Meister im Straßenrennen der Amateure. Im selben Jahr startete er bei den Olympischen Spielen in Amsterdam und belegte im Straßenrennen Platz 45. Anschließend wurde er Profi. 1930 startete er als Mitglied der Opel-Mannschaft bei der Deutschlandrundfahrt. 1931 belegte er bei Paris–Roubaix Rang 15.